# 拿破崙 (牌類遊戲)
「拿破崙」的遊戲規則改良自橋牌，形式上近似於今時的桌遊，屬於策略聯盟類的遊戲，相當耐玩。遊戲特性含括了計算、記憶、心機、話術。
此遊戲遍佈於全世界且各地差異頗大。19世紀英國人首創拿破崙的遊戲規則。1887年產生了日式拿破崙。1970年韓國大學生將日式拿破崙做了小改變，他們新增一張鬼牌，並容許黑桃3或梅花3召喚鬼牌，這種玩法稱為Mighty。除了計分方式不同外，台式與港式拿破崙的規則幾乎一樣，這兩種拿破崙是將Mighty的規則修改後，再增加一張小鬼牌。

## 玩法
請使用54張撲克牌玩拿破崙，其中2張是大小鬼牌。
- 四人玩時，桌面留下2張牌蓋著。
- 五人玩時，桌面留下4張牌蓋著。
- 六人玩時，桌面留下6張牌蓋著。

## 點數牌
四種花色的「A」、「K」、「Q」、「J」均屬「點數牌」又名「娃娃牌」或又稱「頭」。總計16張(點)。

## 叫牌
- 玩家依順時針方向叫牌。(According to Japanese、Korean Napoleon, the bidding continues clockwise around the table)
- 叫牌方式有分兩種，一種單純喊數字，一種則是搭配花色決定王牌。
- 單純喊數字時，從9開始喊，最多喊到16，喊到的數字即為所需要吃的「頭」數。下一家喊的數字必須高於上一家。
- 搭花色時，花色大小，無王(各花色比點數) > 黑桃 > 紅心 > 方塊 > 梅花。
- 叫牌方式，數字+花色或無王。若無適當花色選叫，請喊「pass」。
- 叫1吃9張點數牌、叫2吃10張點數牌、叫3吃11張點數牌，依此類推。
- 下一家叫品必須高於上一家。最高叫品為8+花色或無王。
- 叫品最高者擔任「拿破崙」之位。若單純喊數字叫牌，擔任拿破崙的玩家需要決定王牌花色或無王後，才進行後面的換牌。
- 若第一輪叫牌，大家都喊「pass」，請重新發牌。

## 換牌
- 主要原則就是在拿破崙確立後，原先桌面上的牌，拿破崙可以加入手牌挑選，再將同樣數目的牌棄出。
- 若叫牌時只有單純喊數字，則拿破崙須先決定王牌花色後才進行換牌。
- 桌面上的牌加入手牌前，是否需要公布是一個爭議點，有些是直接加入手牌，有些是攤開公佈之後才加入手牌。
- 棄牌是否需要掀開公布則是另一個爭議點，一般來說四人制時因為拿破崙較具優勢，所以棄牌會公開；六人制則因為拿破崙弱勢，所以不會公開，五人制一般是不公開。
- 若拿破崙將含有點數的牌蓋回桌面，則牌局結束後由防家獲得該點數。

## 秘書牌
- 換牌後，拿破崙從五十四張牌中任喊一張作為「秘書牌」。
- 持有「秘書牌」的玩家需要保密身份，並暗中協助拿破崙吃點數牌。
- 「秘書牌」是五十四張牌中最大的牌，沒有花色限制，不需要跟隨首引花色出牌。
- 若首引「秘書牌」，可指定任一花色做為該輪的跟牌花色。
- 若「秘書牌」為大鬼牌，則王牌2無權召喚。若「秘書牌」為小鬼牌為，則王牌3無權召喚。
- 有一特殊規則，當拿破崙上手(該輪首引)時，可以召喚秘書牌現身。(根據宏碁戲谷、港式拿破崙)

## 鬼牌
通常情形下，如大小鬼牌不是秘書牌，則大鬼牌僅次於秘書牌，小鬼牌再次之；不受底牌花色限制。
- 若大小鬼牌為首引，須指定任一花色做為該輪的跟牌花色。
- 前三輪中，若王牌2為首引，有權召喚大鬼牌現身；若王牌3為首引，有權召喚小鬼牌現身。(根據港式拿破崙特殊請牌)
- 末三輪中，若大小鬼為首引，待指定跟牌花色後，小鬼當成該花色0點；大鬼當成該花色1點。若其他玩家無跟牌花色，

　也無王牌時，則大或小鬼獲勝。(根據港式拿破崙特例)
- 拿破崙不能以王牌2、3同時召喚鬼牌與秘書牌。(根據港式拿破崙特殊請牌)
- 當叫牌為無王成局時，所有2、3都不能召喚鬼牌。

## 出牌
- 當秘書牌確定後，台式規則由拿破崙的下家首攻，港式規則由拿破崙首攻。
- 所有玩家以順時針方向出牌。
- 出牌大小，秘書 > 大鬼 > 小鬼 > 王牌 > 首引花色 > 非首引花色。
- 末三輪出牌大小，秘書 > 王牌 > 首引花色 > 非首引花色 > 大鬼 > 小鬼。

## 勝負
若拿破崙加上秘書所取得的點數，低於拿破崙的叫牌點數，則拿破崙及秘書敗北，其餘防家獲勝；反之則為拿破崙及秘書獲勝，其餘防家敗北。

## 台式計分制
- 若拿破崙喊他人的手牌為秘書時，請使用標準計分。以下為標準計分方式。

標準成約分，拿破崙:+100分，秘書:+50分。每位防家:-50分。

標準超吃分，拿破崙:超吃的張數 x +20分，秘書:超吃的張數 x +10分。每位防家:超吃的張數 x -10分。

標準倒約分，拿破崙:缺少的張數 x -40分，秘書:缺少的張數 x -20分。每位防家:缺少的張數 x +20分。

拿破崙勝利時，個人總分 = 標準成約分 + 標準超吃分。拿破崙失敗時，個人總分 = 標準倒約分。
- 若拿破崙喊自己的手牌為秘書時，請使用獨裁計分。以下為獨裁計分方式。

獨裁成約分，拿破崙:+400分。每位防家:-100分。

獨裁超吃分，拿破崙:超吃的張數 x +40分。每位防家:超吃的張數 x -10分。

獨裁倒約分，拿破崙:缺少的張數 x -40分。每位防家:缺少的張數 x +10分。

拿破崙勝利時，個人總分 = 獨裁成約分 + 獨裁超吃分。拿破崙失敗時，個人總分 = 獨裁倒約分。

## 港式計分制
(計分方式經過修正)
- 若拿破崙喊他人的手牌為秘書時，請使用標準計分。以下為標準計分方式。

標準成約分:

1+花色或無王，拿破崙:+40分，秘書:+20分。

2+花色或無王，拿破崙:+80分，秘書:+40分。

3+花色或無王，拿破崙:+120分，秘書:+60分。

4+花色或無王，拿破崙:+160分，秘書:+80分。

5+花色或無王，拿破崙:+200分，秘書:+100分。

6+花色或無王，拿破崙:+240分，秘書:+120分。

7+花色或無王，拿破崙:+280分，秘書:+140分。

8+花色或無王，拿破崙:+320分，秘書:+160分。

標準超吃分，拿破崙:超吃的張數 x +10分，秘書:超吃的張數 x +5分。

標準倒約分，拿破崙:缺少的張數 x -20分，秘書:缺少的張數 x -10分。每位防家:缺少的張數 x +20分。

拿破崙勝利時，個人總分 = 標準成約分 + 標準超吃分。拿破崙失敗時，個人總分 = 標準倒約分。
- 若拿破崙喊自己的手牌為秘書時，請使用獨裁計分。以下為獨裁計分方式。

獨裁成約分:

1+花色或無王，拿破崙:+100分。

2+花色或無王，拿破崙:+200分。

3+花色或無王，拿破崙:+300分。

4+花色或無王，拿破崙:+400分。

5+花色或無王，拿破崙:+500分。

6+花色或無王，拿破崙:+600分。

7+花色或無王，拿破崙:+700分。

8+花色或無王，拿破崙:+800分。

獨裁超吃分，拿破崙:超吃的張數 x +10分。

獨裁倒約分，拿破崙:缺少的張數 x -20分。每位防家:缺少的張數 x +50分。

拿破崙勝利時，個人總分 = 獨裁成約分 + 獨裁超吃分。拿破崙失敗時，個人總分 = 獨裁倒約分。

## 額外規定
- 禁止拿破崙私下叫秘書出牌。
- 禁止玩家詢問他人持有的花色或數字。
- 禁止玩家暗示自己持有的花色或數字。
- 允許玩家請求他人餵點數牌。
- 允許玩家利用話術將秘書牌套出。
- 出牌時請將手指按於牌邊，一旦鬆開便不能回手。

## 橋牌簡則
可利用「橋牌基地在線」 （页面存档备份，存于）->「Just play bridge」做練習。
- 四人各出一張牌就是一墩，13墩為一局。
- 數字大小，A(14) > K(13) > Q(12) > J(11) > 10 > 9 > 8 > 7 > 6 > 5 > 4 > 3 > 2。
- 叫牌大小，無王(無王牌花色) > 黑桃 > 紅心 > 方塊 > 梅花。
- 出牌大小，王牌 > 首引花色 > 非首引花色。
- 四人依順時針方向叫牌，叫1要吃到7墩，叫2要吃到8墩，依此類推，只能越叫越大。譬如有人叫1黑桃，下一家不能叫1紅心，要叫1無王或2以上的任意花色。若無適當花色選叫，請喊「pass」，直到連續三家都喊「pass」，叫牌才算結束，叫品最大者為莊家。
- 若第一輪叫牌，大家都喊「pass」，請重新發牌。
- 莊家左邊第一位出牌，其餘玩家順時針跟牌，跟牌花色必須與首引花色相同，惟有該門花色缺牌時，才能用別門花色替換。